# Thác Bạt Phất
Thác Bạt Phất (tiếng Trung: 拓跋弗; bính âm: Tuòbá Fú, ? - 294) là một lãnh tụ Sách Đầu bộ Tiên Ti. Ông tại vị trong khoảng thời gian 293-294, tương ứng với thời kỳ Tây Tấn tại Trung Nguyên.
"Ngụy thư- tự kỷ" viết rằng: "thông triết rất độ lượng, được phụ huynh xem trọng. Cai trị chuộng khoan thai đơn giản, bá tính nhớ phục"
Thác Bạt Phất là nhi tử của Thác Bạt Sa Mạc Hãn. Năm 293, thúc phụ Thác Bạt Xước qua đời, Thác Bạt Phất kế lập. Năm 294. Thác Bạt Phất qua đời, một thúc phụ khác là Thác Bạt Lộc Quan kế lập.
Thác Bạt Phất có một nhi tử là Thác Bạt Úc Luật, về sau cũng trở thành thủ lĩnh.
Sau khi xưng đế, Thác Bạt Khuê đã truy thụy hiệu cho Thác Bạt Phất là "Tư hoàng đế".